# 俞章法
俞章法（1967年11月—），浙江诸暨人，汉族，中国共产党党员。中华人民共和国政治人物、第十三届全国人民代表大会河南省代表。

## 生平
2018年，俞章法被选为河南省出席第十三届全国人民代表大会代表。